# Pasiphae (måne)

Jupiters månar med retrograd rörelse. Gruppen har fått namnet Pasiphae-gruppen av Jupiters åttonde måne.

Pasiphae, Jupiter VIII, är en av Jupiters månar. Parsiphae upptäcktes 1908 av astronomen Philibert Jacques Melotte (1880–1961). Pasiphae har en diameter på ungefär 40 km.